# Берек Баторі
Берек (Бріккій) Баторі (угор. Bátori Bereck, д/н — 1322) — військовий діяч Угорського королівства. Засновник клану Баторі.

## Життєпис
Походив з клану Гуткелед, гілки Ракомаз. Онук Міклоша Гуткеледа, королівського судді. Син Андраша Лисого з Ракомазу. Перша письмова згадка відноситься до 1276 року. Ймовірно, у 1270-х роках брав участь у протистоянні з родом Аба, з яким за владу в королівстві боровся клан Гуткелед. Напевне, спільно зі старшими братами Бенедеком і Дйордем та стрийком Ходошем брав участь у битві на Моравському полі. За звитяги брати і Ходош отримали володіння з замками Абрам, Батор і Кіш-Бакта в комітаті Сабольч.
1299 року призначено одним з суддів комітату Сатмар. У 1310 році відбувся поділ володінь внаслідок смерті Дйордя і Ходоша між Береком, його братом Бенедеком, небожами Михаєм і Відом. При цьому Берек отримав замок Батор. З цього часу взяв прізвище Баторі. Помер 1322 року.

## Родина
Дружина — донька Мархарда Надабі з клан Чакі.
Діти:
- Янош (д/н—1350), ішпан Сатмару
- Льокьош (д/н—1330), засновник гілки Баторі-Ечед
- Міклош (д/н—1357/1363). ішпан Чонграду
- Андраш (д/н—1345), єпископ Вараду
- Клара (д/н—після 1336)